# Spathius rusticulus
Spathius rusticulus är en stekelart som beskrevs av Wilkinson 1931. Spathius rusticulus ingår i släktet Spathius och familjen bracksteklar. Inga underarter finns listade i Catalogue of Life.